# Соразмерный образ мой
«Соразмерный образ мой» (англ. Her fearful symmetry) — второй роман американской писательницы Одри Ниффенеггер.
Книга была издана 1 октября 2009 года, а написана в Лондоне, на Хайгейтском кладбище, где Ниффенегер работала экскурсоводом во время поиска материалов для книги.

## Название
Название романа навеяно стихотворением английского поэта Уильяма Блейка «Тигр» («The Tyger»), которое начинается словами

Тигр, о тигр, светло горящий 

В глубине полночной чащи, 

Кем задуман огневой 

Соразмерный образ твой?
— Перевод: Маршак C.Я.

## Сюжет
Элспет, тётка двух зеркальных близнецов Джулии и Валентины, умирает от лейкемии. Она оставляет им квартиру, расположенную недалеко от Хайгейтского кладбища. Близнецы переезжают в Лондон из США. Валентина страдает от астмы и порока сердца. Квартирой ниже живёт Роберт, друг и партнёр Элспет. Квартирой выше живёт Мартин, которого бросила жена из-за его невроза навязчивых состояний.
Вскоре всем обитателям квартиры становится ясно, что призрак Элспет, невидимый и неслышимый, всё ещё присутствует в квартире. Джулия заводит дружбу с Мартином, а Валентина влюбляется в Роберта. Роберт отвечает ей взаимностью, частично из-за её сходства с Элспет.
Призраку Элспет удается вступить в контакт с близнецами и Робертом.